# Scarthyla
Scarthyla – rodzaj płazów bezogonowych z podrodziny Hylinae w rodzinie rzekotkowatych (Hylidae).

## Zasięg występowania
Rodzaj obejmuje gatunki występujące w Ameryce Południowej – w górnym dorzeczu Amazonki, od północnej Boliwii do regionu Iquitos w Peru oraz sąsiedniej Kolumbii i Brazylii; występuje również w Maracaibo w Wenezueli oraz na karaibskich nizinach, w dolinie rzeki Magdalena i formacji llanos we wschodniej Kolumbii.

## Systematyka

### Etymologia
Scarthyla: gr. σκαρθμος skarthmos „skaczący”, od σκαιρω skairō „podskakiwać, tańczyć”; rodzaj Hyla Laurenti, 1768.

### Podział systematyczny
Do rodzaju należą następujące gatunki:
- Scarthyla goinorum (Bokermann, 1962)
- Scarthyla vigilans (Solano, 1971)